# 新畢達哥拉斯主義

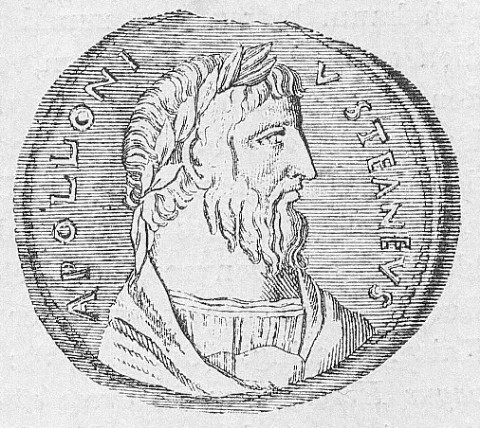
提亚纳的阿波罗尼乌斯（约15？–100 CE），是新毕达哥拉斯主义最重要的代表之一。

新毕达哥拉斯主义，是一個古希腊哲学的流派，它复兴了毕达哥拉斯主义。新毕达哥拉斯主义受中古柏拉图主义的影响，隨後又反过来影响了新柏拉图主义 。它起源于公元前1世纪，并在公元1和2世纪盛行。 1911年，大英百科全書把新毕达哥拉斯主义描述为古希腊哲学中的“新旧連接之间的纽带”。 新毕达哥拉斯思想的核心是灵魂的概念，以及與神秘主義相關的内在渴望。 
“新畢達哥拉斯主義”（英語：Neopythagoreanism）一词是一个现代（19世纪）术语，  是“新柏拉图主义”的相似词。 

## 历史
在公元前1世纪，西塞罗的朋友尼吉迪乌斯·菲格鲁斯尝试复兴畢達哥拉斯主義，但该學說最重要的成员是公元1世纪提亞納的阿波羅尼烏斯和Moderatus 。其他重要的新畢達哥拉斯主義者包括数学家尼科馬庫斯（约公元150年），他描述了数字的神秘性质。在2世纪， 努美纽斯（ Numenius）试图将柏拉图主义的其他元素融合到新毕达哥拉斯和柏拉圖主义中，就此來预示新柏拉图主义的兴起。（特别是楊布里科斯就受到新畢達哥拉斯主義的影响） 
新毕达哥拉斯主义试图将神祕主義的宗教元素重新引入希腊化哲学中（由斯多葛主義主導），以取代形式主义。该学說的创始人试图把毕达哥拉斯和柏拉图的思想發揚。他们回到了柏拉图把理型論与毕达哥拉斯数论结合起来的时期，并确定“ 单子论的善 ”（由此产生了新柏拉图主義有關的「太一」的概念。）
他们提出了心物問題的根本区别，必须通过祷告和求善的意志在精神上敬拜上帝 ，而不是外在行动。禁欲主義的生活必须使灵魂摆脱物质环境，必须放弃身体上的愉悦和所有感性的冲动，因为这有损于灵魂的灵性纯洁。上帝是善的原则，邪惡的基礎是物質。在这个系统中，不仅可以辨别毕达哥拉斯的禁欲主义和后来的柏拉图神秘主义，还可以辨别俄耳甫斯教和東方哲學的影响。 柏拉图的观念不再是自我存在的实体，而是构成精神活动内容的要素，形成一種非物质宇宙，更被视为精神上的领域。 
1915年時，在罗马的马焦雷门附近发现了馬焦雷門大教堂。马焦雷门大教堂建于1世纪，据說由Statilus家族建造。這是新畢達哥拉斯主義者在1世纪時举行会议的地方。

## 參看
- 哲學
- 畢達哥拉斯主義
- 柏拉圖主義
- 新柏拉圖主義
- 中古柏拉圖主義